# Paria scutellaris
Paria scutellaris är en skalbaggsart som först beskrevs av Notman 1920.  Paria scutellaris ingår i släktet Paria och familjen bladbaggar. Inga underarter finns listade i Catalogue of Life.